# Charlotte Gill
Charlotte Gill (* 1971 in London, Vereinigtes Königreich) ist eine kanadische Schriftstellerin und ehemalige Baumpflanzerin, die mit ihrer ersten Kurzgeschichtensammlung, Ladykiller, 2006 den zu den BC Book Prizes gehörenden Ethel Wilson Fiction Prize sowie den Danuta Gleed Literary Award, und 2012 mit ihrem biografisch geprägten Sachbuchdebüt, Eating Dirt, den British Columbia’s National Award for Canadian Non-Fiction und den Hubert Evans Non-Fiction Prize gewinnen konnte.

## Leben
Charlotte Gill wurde in London als Tochter eines Medizinerehepaars geboren. Ihr Vater war indischer Herkunft und so wanderte die Familie zunächst nach Kanada aus, als sie vier Jahre alt war, wo sie zunächst im Osten Kanadas und ab 1979 in den Vereinigten Staaten aufwuchs. Sie arbeitete 17 Jahre lang als eine von tausenden von Baumpflanzern, zunächst in Ontario, später dann in British Columbia, wo sie 20 Jahre lang in Vancouver ihren Wohnsitz hatte. Sie selbst schätzt, dass sie in dieser Zeit rund eine Million Bäume gepflanzt haben muss, was einer Erntemenge von durchschnittlich 92 Millionen Kubikmeter Holz jährlich gegenübersteht, wie sie selbst betont. Während ihrer Arbeitspausen von den Backwoods, wo man aufgrund der Abgeschiedenheit von der modernen Technologie den Eindruck hätte, 100 Jahre zurück in die Vergangenheit zu reisen, studierte sie mit Unterbrechungen Kreatives Schreiben an der University of British Columbia. Dieses Studium schloss sie mit einem Master of Fine Arts ab.
Ihre erste Kurzgeschichtensammlung, Ladykiller, wurde von der Kritik für seine ironische Komik und behutsame Satire gelobt. Die sieben Geschichten reichten von der Story über den Kampf eines Ehepaars gegen sowohl die Lärmbelästigung durch ein schreiendes Baby im Apartment über ihnen, als auch gegen ihre zwischenmenschlichen Probleme, Hush, die bereits 2003 auf der Shortlist des Journey Prize stand, bis hin zu der schicksalbeladenen Romanze zwischen einer MedizinStudentin und ihrem Professor. Allen gemein war die widersprüchliche Natur, mehr ihr eigenes Schicksal zu sabotieren als es zu meistern. 2006 gewann Ladykiller den Ethel Wilson Fiction Prize sowie den Danuta Gleed ehrenden Danuta Gleed Literary Award und war darüber hinaus für den Governor General’s literary award nominiert. Ihre übrigen Kurzgeschichten wurden bisher in Best Canadian Stories, The Journey Prize Stories und anderen Magazinen veröffentlicht.
Dabei hatte sie die Kurzgeschichtensammlung auf ungewöhnliche Weise in der Isolation ihrer Arbeit und den seltenen Pausen verfasst, manchmal ohne zuverlässige Verbindung zu ihrem Verleger: „While finishing Ladykiller, I was treeplanting. I travelled frequently, and my car morphed into a kind of office. I parked in ferry line-ups with my laptop propped against the steering wheel. I wrote during off-hours – usually at 5 a.m. and then again before bed. Now I can recognize the chunks of the book written during these drowsy, dreamy times. I sent manuscript dispatches via e-mail. I called Toronto from bald mountaintops, from satellite phones sheathed in bread bags against the weather. For weeks at a time I was totally unreachable – a pre-publication scenario that would have turned most editors incandescent with anxiety.“
In ihrem Romandebüt, Eating Dirt, wandte sie sich nun jenem Arbeitsleben zu, dass fast zwei Dekaden lang ihren Alltag bestimmt hatte: dem Anpflanzen und Wiederaufforsten des westkanadischen Zedernbestandes im nordamerikanischen Regenwald. Als Studentin von 19 Jahren hatte sie sich dieser Arbeit zugewandt, verlockt weniger von der Aussicht auf die gute Bezahlung (250 bis 500 $ pro Tag), mehr von der Aussicht auf eine naturverbundene Isolation, um zu sich selbst zu finden, aber auch ohne jede Vorbereitung auf diese körperlich anstrengende Arbeit. Diese Hinwendung zum Thema wäre nur zwangsläufig gewesen, nicht nur drei ihrer besten Freunde, sondern auch ihr Ehemann wären ehemalige Baumpflanzer: „All of my best friends were tree planters, my husband was a tree planter (…). There’s just something really incredible that happens in the backwoods when you get away from technology. It’s like going back 100 years.“ In diesem Buch mit deutlichen biografischen Bezügen beschrieb sie sowohl den entbehrungsreichen Alltag in den entlegenen Gebieten British Columbias, die persönlichen Beziehungen zwischen den einzelnen Akteuren als auch die Magie des westkanadischen Urwaldes, die Biologie der Bäume und die Geschichte der Westküstenwälder. Von der Jury wurde dabei vor allen Dingen der Stil ihrer verwendeten Prosa in Eating Dirt gelobt: „an insider’s perspective on the gruelling, remote and largely ignored world of that uniquely modern-day ‘tribe,’ the tree planter.” [Her description] (…) brings it vividly to life in all its mystic grandeur with striking details and evocative analogies, using intelligence, verve and humour to illuminate the dangers that live within, and threaten from without.“
Der Preis von 40.000 kanadischen Dollar wurde Charlotte Gill am 15. Februar 2012 durch Premierministerin Christy Clark und Keith Marschall, Vorstand der British Columbia Achievement Foundation offiziell zugesprochen. Eating Dirt wurde außerdem für den mit 25.000 Dollar dotierten Charles Taylor Prize for Literary Non-Fiction und dem Hilary Weston Writers’ Trust Prize for Non-fiction sowie den Hubert Evans Non-Fiction Prize nominiert. Letzteren Preis erhielt sie dann auch im Mai 2012. Vor der Preisverleihung meinte Gill amüsiert, dass dieser Montag normalerweise der Neujahrstag der Baumpflanzer (tree planter new year) sei, an dem sie am ersten Tag der Saison ihre neuen Mannschaften einweisen würden.
Charlotte Gill lebt mit ihrem Mann Kevin, der heute als Physiotherapeut arbeitet, inzwischen im rund 200 km von Vancouver entfernten Powell River, da ihnen beide die Naturnähe fehlte, und unterrichtet über das online-Programm des der University of British Columbia nahestehenden Banff Centre nun selbst Kreatives Schreiben. Die naturverbundene Tätigkeit in den Regenwäldern, die sie 2008 aufgrund fortwährender Kniebeschwerden aufgegeben hat, vermisse sie trotz der Entbehrungen jeden Tag. Die Arbeit selbst sah sie im Sinne des Naturschutzes als Teil einer ironischen Maschinerie an: „There aren’t many planters who don’t feel what they are doing is a giant contradiction. We’re paid indirectly by the logging companies that harvest the trees. Like loggers, we are all part of the machine.“ Eines ihrer literarischen Vorbilder im Bereich non-fiction sei Susan Orleans The Orchid Thief gewesen, aber ihr nächstes Buchprojekt werde sich wohl mit Sicherheit wieder im Bereich fiction abspielen.

## Werk
Kurzgeschichten
- Ladykiller. Thomas Allen Publishers, Vancouver 2005, ISBN 978-0-88762-177-2.

Sachbuch
- Eating Dirt. Deep forests, big timber and life with the tree-planting tribe. (David Suzuki Foundation) Greystone Books / Douglas & McIntyre, Vancouver 2011, ISBN 978-1-55365-977-8.

## Rezension
Bereits ihr Kurzgeschichtendebüt Ladykiller forderte die Rezensentin Heather Birrell zu einem Vergleich mit Elmore Leonards Zitat „If it sounds like writing, I re-write it“ („Wenn es sich nach Schreiben anhört, schreibe ich es neu.“) heraus: „Many passages in Charlotte Gill’s debut story collection, Ladykiller, sound like writing, but this deliberate and persistent stylishness – in combination with her bleak choice of subject matter – might very well be the author’s point.“ – „Viele Passagen in Charlotte Gills Debüt-Kurzgeschichtensammlung hören sich nach Schreiben an, aber ihr absichtlicher und beharrlicher Stil – in Kombination mit ihrer rauhen Themenwahl – ist aus der Sicht der Autorin gut gewählt.“
Zu Eating Dirt. Deep forests, big timber and life with the tree-planting tribe äußerte sich Cherie Thiessen enthusiastisch: „Gill combines details about her fellow tribe members with her own observations of the land and the job they’re tasked with, and blends descriptions of tree planters’ daily routines with anecdotes about unusual creatures and situations they encounter during their travails. In the hands of this wordsmith, the mundane becomes magical. (…) With Eating Dirt, Gill has produced a winner. Not all of the million seedlings she planted during her two decades in the wild will have thrived, but this book will.“ – „Gill kombiniert Details über ihre begleitenden Stammesmitglieder mit ihren Beobachtungen der Landschaft und mit dem Job, mit dem sie beschäftigt sind, dabei überblendet sie die Beschreibungen der täglichen Routine der Baumpflanzer mit Anekdoten über ungewöhnliche Kreaturen und Situationen mit denen sie während ihrer Arbeitsexpeditionen konfrontiert werden. In den Händen dieser Wortschmiedin wird deren Alltag magisch. (…) Mit Eating Dirt hat Gill einen Gewinner produziert. Nicht jeder der Millionen von Setzlingen, den sie während der letzten beiden Jahrzehnte gepflanzt hat, wird seine Wurzeln ausgetrieben haben, aber dieses Buch wird es schaffen.“

## Auszeichnungen und Nominierungen
- 2006: Danuta Gleed Literary Award für Ladykiller
- 2006: Ethel Wilson Fiction Prize für Ladykiller
- 2012: British Columbia’s National Award for Canadian Non-Fiction für Eating Dirt
- 2012: Shortlist Charles Taylor Prize for Literary Non-Fiction für Eating Dirt[19]
- 2012: Shortlist Hilary Weston Writers’ Trust Prize for Non-fiction für Eating Dirt
- 2012: Shortlist Bill Duthie Booksellers’ Choice Award für Eating Dirt
- 2012: Hubert Evans Non-Fiction Prize für Eating Dirt